# Центар за културу и уметност Алексинац
| Центар за културу и уметност Алексинац |                                      |
|                                        |                                      |
| Оснивач:                               | Општина Алексинац                    |
| Основан:                               | 1991.                                |
| Седиште:                               | Душана Тривунца 15, Алексинац Србија |
| Веб презентација                       | http://ckualeksinac.rs/              |
| Контакт:                               | 018/804 618                          |

Центар за културу и уметност Алексинац је једна од јавних установа и централна установа културе у општини Алексинац, као самостална установа основана 1991. године.

## Историјат
Центар за културу и уметност настао је реорганизацијом Радничког универзитета, у чијем је саставу постојао као радна јединица. Од 1991. године свом саставу има Домове културе у Алексинцу, Житковцу и Алексиначком Руднику, Завичајни музеј, као и Матичну библиотеку у Алексинцу са одељењима у Житковцу и Алексиначном Руднику и Покретном библиотеком. Године 1995. издваја се Библиотека, Дом културе у Алексиначком Руднику се интегрише са Фахоп-ом, а Дом културе у Житковцу престаје са радом због неусловности. Завичајни музеј је 2003. године изашао из оквира Центра за културу и уметност.
Центар за културу и уметност своју програмску политику базира на неколико кључних области, манифестација и програма. Свој рад усклађује и са осталим установама као што су: Градско позориште „Театар 91”, Алексиначко аматерско позориште, Књижевни клуб „Велимир Рајић”, Јавна библиотека „Вук Караџић”, УЛУА, Сликарска колонија итд. и пружа услове и за остваривање њихових програма. За наш рад су уско везана и сва удружења у култури, Радио Телевизија Алт, ОТИС, Завичајни музеј и бројне, сродне организације широм земље.